# Marc Comanegra
Marc Comanegra és el nom de ploma d'un escriptor català. L'autor ha volgut restar en l'anonimat, tot i que a la contraportada indica ser de Sant Andreu de Palomar i nat el 1976.
La seva primera obra coneguda és Nova Planta 2034, ni treva ni pau, un relat a cavall entre la ciència-ficció dura i l'intriga política sobre una revolta armada a la Catalunya del futur i la guerra amb l'estat espanyol. Aborda temàtiques de venjança històrica, la recatalanització exprés de l'incipient estat i la reacció internacional als esdeveniments. També vol fer reflexionar sobre una situació especular on un nou estat català sigui qui oprimeixi els castellans reflectint fets històrics i actuals a l'inversa. L'obra ha esdevingut un dels llibres en català més venuts a Amazon tot i ser autopublicada. També ha tingut presentacions per Òmnium Cultural a Sant Cugat o a l'Ateneu Igualadí.

## Obres destacades
- Nova planta 2034, ni treva ni pau (2024)